# محمية الشوح والأرز
محمية الشوح والأرز محمية طبيعية في محافظة اللاذقية في شمال غرب سوريا. تقع في جبال ناحية صلنفة وقد أعلنت منطقة محمية بيئية حراجية غابات ذات طابع علمي تدريبي مع استغلال سياحي مدروس، منذ 22 تموز 1996 بقرار من وزير الزراعة و الإصلاح الزراعي السوري 

الهدف من المحمية المحافظة على الأنواع الحية الرئيسة في المنطقة بالإضافة إلى استغلالها لأغراض البحث العلمي والسياحة البيئية وتأمين مصادر دخل للسكان المحليين دون تعريض مكونات الموقع لخطر التدهور والانقراض. بدئ بتنفيذها عام 2002 م، وهي تغطي مساحة مقدارها 1.350 هكتار وهناك اقتراح لتوسيعها إلى 20.000 هكتار

وتعتبر المحمية من الغابات المتوسطية في سورية.

لقطة للغابات الكثيفة في محمية الشوح والأرز.

الغابات السورية

## الموقع

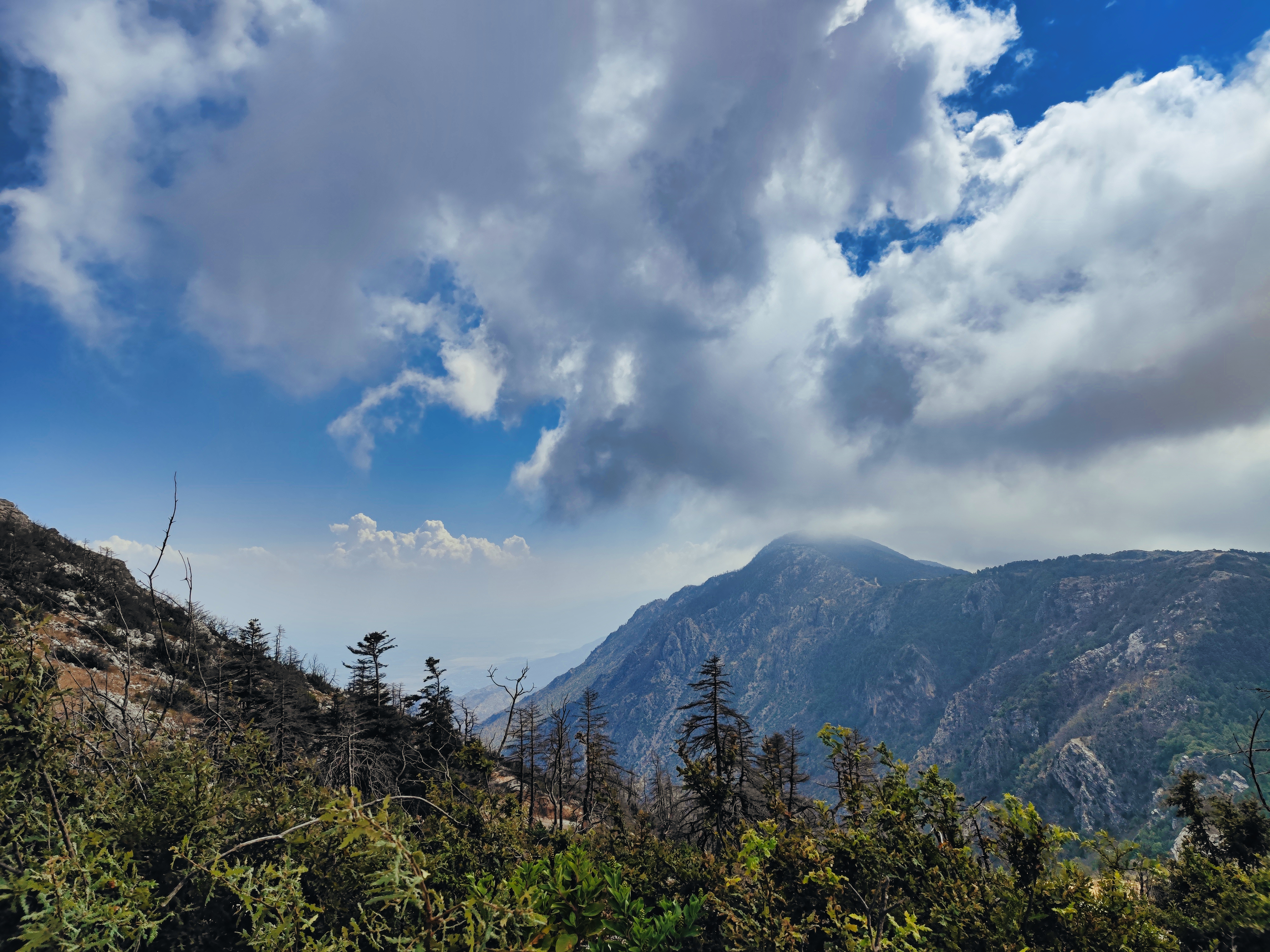

تقع غابة الشوح والأرز في الجزء الشمالي من سلسلة الجبال الساحلية السورية على السفحين الغربي والشرقي لقمة جبل النبي (متى) ـ أعلى قمة في الجبال الساحلية متى التابعة لناحية صلنفة بمحافظة اللاذقية و هي منطقة جبلية عالية يحدها من الشمال طريق (صلنفة - محطة البث- الغاب) ومن الجنوب (المنطقة العقارية و أبراج) ومن الغرب طريق عام (صلنفة- جوبة برغال) و من الشرق (المنطقة العقارية و جورين و الريحانة)، ويتراوح ارتفاعها بين  1100م إلى 1562م عن سطح البحر.

## وصف المحمية
وتمثل هذه المحمية ضمن الغابات المتوسطية في سورية وهي مؤلفة من حوالي 1000 هكتار من غابات الأرز على السفح الشرقي وبضع هكتارات من غابات الشوح على السفح الغربي ولا تتجاوز التغطية النباتية الشجرية 40-50% من المساحة الكلية

، وهي منطقة جبلية تتوزع على عدة جبال وهضاب وتلال تبلغ مساحتها الإجمالية 1.350 هكتار، و يمكن تقسيمها إلى 13 منطقة متجانسة:
- 9 مناطق في غابة الشوح
- 3 مناطق في غابة الأرز
- 1 منطقة مختلطة من الشوح والأرز

تقع محمية الشوح والأرز في الطابق البيومناخي الرطب جدا والبارد، مناخها متوسطي رطب، يتراوح ومعدل الهطول السنوي يصل إلى 1500مم، تربتها بنية متوسطية تحوي على نسبة عالية من الدبال يتفاوت عمقها بين 15 سم إلى متر وفي كثير من المناطق تظهر الصخرة الأم الكلسية القاسية حيث تنتشر فيها الصخور الكلسية والدولوميت من العصر الجوراسي وتطل من الشرق على سهل الغاب الانهدامي و إن الحدود الارتفاعية للطوابق النباتية في المحمية كما يلي:
- السفح الغربي لسلسلة الجبال الساحلية:
- 850م – 1250م  طابق السنديان شبه العذري.
- 1250م – 1500م طابق الشوح
- السفح الشرقي لسلسلة الجبال الساحلية:
- 850م -1100م  طابق السنديان البلوطي والسنديان شبه العذري.
- 1300م – 1100م طابق الأرز اللبناني السوري

## الأنواع النباتية والحيوانية في المحمية

### الأنواع النباتية
تم العثور في المحمية على الكثير من الأنواع النباتية الجديدة التي لم يكن يعرف بوجودها في الفلورا السورية

وأبرز هذه الأنواع هو: اللوز الشائع - الخوخ الزاحف و السفمدر التزييني ليصبح مجموع عدد الأنواع النباتية التي تحتويها المحمية 142 نوعًا نباتيًا (بحسب بيانات 2006) موزعة على 107 أجناس و50 فصيلة نباتية و هذا يشكل نحو  11,88% من الأجناس النباتية و 38,46 % من الفصائل النباتية الموجودة في سورية ويتواجد في المنطقة 53 نوعًا خشبيًا و 89 نوعًا من الأعشاب و الحشائش. ومن الأنواع النباتية السائدة في الموقع:
- الصلع (باللاتينية: Ostrya carpinifolia)
- الشرد المشرقي (باللاتينية: Carpinus orientalis)
- العدريش (باللاتينية: Juniperus drupacea)
- السنديان الأرزي (باللاتينية: Quercus cedrorum)
- السنديان اللبناني (باللاتينية: Quercus libani)
- الأرز اللبناني (باللاتينية: Cedrus libani)
- السفرجلية الدرهمية (باللاتينية: Cotoneaster nummularia)
- الدردار المزهر (باللاتينية: Fraxinus ornus)
- قيقب مونبلييه (باللاتينية: Acer monspessulanum)
- البايونيا (باللاتينية: Paeonia corallina)
- السوسن ذو الحلة الزرقاء (باللاتينية: Iris sisyrinchium)
- المرجان عريض الأوراق (باللاتينية: Euonymus latifolius)
- الغبيراء الممغصة (باللاتينية: Sorbus torminalis)
- الشوح السوري (باللاتينية: Abies cilicica)
- الأتروبا (بالإنجليزية: Atropa belladonna)
- الأرونلريا (باللاتينية: Arenaria cassia)
- الصابونية (باللاتينية: Saponaria barjylliana)

إضافة إلى العديد من الأنواع النادرة والمهددة بالانقراض مثل النبق المسهل (بالإنجليزية: Rhamnus cathartica) والبايونيا (باللاتينية: Paeonia mascula).
ويضاف إلى هذا التنوع النباتي العديد من الأنواع السحلبية والتريديات النادرة والمهددة والفطور المتنوعة والعديد من الأصول الوراثية للأشجار المثمرة من الأجاص البري والتفاح البري والمحلب والزعرور وخوخ الدب بالإضافة إلى العديد من الأنواع العشبية الأخرى.

كما وتضم المحمية غابات من أشجار العذر واللزاب والشوح والأرز والبلوط والشربين.

### الأنواع الحيوانية
يقدر عدد أنواع الكائنات الحيوانية الحية في محمية الشوح والأرز بأكثر من 94 نوعًا منها :

#### حيوانات
من مختلف صفوف الفقريات والثدييات منها: الذئب (باللاتينية: Canis lupus) - الثعلب (باللاتينية: Vulpes vulpes) - الضبع (باللاتينية: Hyaena hyaena) - الأرنب البري (باللاتينية: Lepus capensis) - السنجاب (باللاتينية: Sciurus anomalus) - الغزال الجبلي (باللاتينية: Capreolus capreolus) - الأيل الأسمر (باللاتينية: Dama dama) بالإضافة إلى الخنزير البري وفأر الغابات والخلد والقنفذ وأنواع أخرى عديدة. وقد كانت محمية الشوح موئلا للعديد من الأنواع التي واجهت الانقراض كالنمر السوري والدب البني السوري الذي اختفى ويتم العمل على إعادته إلى المحمية.

#### طيور
الشحرور (بالإنجليزية: Turdus merula) - أبو الحن (بالإنجليزية: Erithacus rebecula) - العصفور الدوري (بالإنجليزية: Passer domesticus) - الغراب الأبقع (بالإنجليزية: Covrus corone) - أبو زريق (بالإنجليزية: Garriulus glandarius) - العصفور الخضيري (بالإنجليزية: Parus major) - الغراب الزيتوني (بالإنجليزية: Coracias garrulus) - النسر الأقرع (بالإنجليزية: Gyps fulvus) بالإضافة إلى الحجل و باشق العصافير و السقراق والبومة الصغيرة النادرة أم قويق.

## المحمية كمشروع سياحي
يمكن زيارة محمية الشوح و الأرز للتمتع بمناظرها و مشاهدة حيواناتها كما و يمكنه الصعود إلى قمتها و التمتع بإطلالتها على القرى الريفية والمصايف المجاورة مثل عين البيضاء والبارد وباب جنة وجب الغار وجب الشوح، وهي قرى جميلة تزخر بالينابيع.
توجد خدمات سياحية (منامة وخدمات ترفيهية ومطاعم ومنتزهات) في القرى والمدن المجاورة للمحمية وخاصة صلنفة.

## طالع
- قائمة المحميات الطبيعية في لبنان
- محمية الشوح والأرز
- أنواع الأشجار المحلية في لبنان والبلدان المجاورة (كتاب)